# Steyr ACR
El Steyr ACR es un prototipo de fusil de asalto fabricado por la empresa austríaca Steyr, caracterizado por disparar cartuchos especiales cargados con "flechettes", un proyectil muy parecido a una flecha. La velocidad de salida del proyectil es de 1500 metros por segundo, siendo extraordinariamente alta para los fusiles de hoy en día y con una caída de este bastante despreciable, consiguiendo un tiro extremadamente tenso.
Este fusil también tiene un formato bullpup, que lo hace muy semejante a su hermano el Steyr AUG y un cargador con capacidad para 24 cartuchos, debido en parte al mayor tamaño de estos. Participó en el programa que organizó Estados Unidos para elegir su nuevo fusil a mediados de los años 1990 junto al HK G11 de la empresa alemana Heckler & Koch y el OIWC estadounidense.